# Бой при Ески Арнаутлар
Боят при Ески Арнаутлар (днешното село Староселец) се състои на 5 май 1829 година, по време на поредната Руско-турска война.

## Предистория
В предходната 1828 година руските войски превземат Добруджа и Варна. С наближаването на зимата по-голямата част от тях се изтегля на север от Дунав. На юг от реката, срещу османските групировки в Силистра и Шумен, презимуват относително малочислени сили (15 000 бойци начело с генерал Логгин Рот), пръснати между Провадия, Базарджик и Варна.

## Ход на военните действия
През пролетта на 1829 г. великият везир Решид Мехмед паша предприема настъпление, за да ги разгроми и овладее повторно Варна. На 5 май 15-хилядна османска войска атакува неочаквано позициите пред Ески Арнаутлар. Охраняващият ги 3-хиляден руски отряд е почти обграден до пристигането на подкрепления от Девня (общо 6 000 души), които принуждават атакуващите да се оттеглят. Същия ден се водят боеве и край Провадия, завършили също с турско отстъпление.
Руснаците са разколебани, няколко техни батальона са разстроени (губят над 1 000 войници и 4 оръдия), но Решид паша не се решава да продължи натиска и на следващия ден се изтегля към Шумен.